# Anche se lei/Piangevo per te
Anche se lei/Piangevo per te è il quarto singolo dei Delfini, pubblicato in Italia nel 1965 dalla CDB.

## Tracce
1. Anche se lei – 2:10
2. Piangevo per te – 2:43

Durata totale: 4:53